# Aleuroclava flabellus
Aleuroclava flabellus es un hemíptero de la familia Aleyrodidae, con una subfamilia: Aleyrodinae. Fue descrita científicamente en 1949 por Takahashi.